# Miss Venezuela 2008
El Miss Venezuela 2008 fue la quincuagésima quinta (55°) edición del certamen Miss Venezuela, el cual se llevó a cabo el miércoles 10 de septiembre en las instalaciones del Poliedro de Caracas. Al final del evento, Dayana Mendoza, Miss Venezuela 2007, de Amazonas, coronó a Stefanía Fernández, de Trujillo, como su sucesora.
El concurso fue transmitido en vivo por Venevisión y Venevisión Plus desde el Poliedro de Caracas, en Caracas, Venezuela.

## Desarrollo
El 10 de septiembre de 2008, también en el Poliedro de Caracas, Maite Delgado y Daniel Sarcos se encargan de la conducción del espectáculo.
El tema del opening fue "Disco" adaptando las canciones de Donna Summer, con las presentación de las 28 candidatas y el ballet de Venevisión.
Se prepara el primer desfile. Luego se pasa a la participación de la nota musical con el elenco de Somos Tú y Yo. Para el siguiente bloque se reúne los cantantes Liz, Oscar D' León y el comediante Américo Navarro en un número de Calipso con temas de El Callao,. Luego de esto se hace el desfile en traje de baño.
En el jurado están la periodista española Maria Patiño, Paola Ruggeri, Ly Jonaitis, Veruska Ramírez, Mimí Lazo y Jean Carlo Simancas, entre otros.
Seguidamente se hace la presentación musical del español David Bisbal, y luego se realiza el desfile en traje de gala.
Sin embargo, toda la atención se centra en el recibimiento a Miss Universo 2008, Dayana Mendoza. En el homenaje intervienen los integrantes de música urbana de A.5, Chino y Nacho, La Klave, Los Pelaos, Tecupae, Los Cadillac’s, Treo y Tambor Urbano, además de los galanes Adrián Delgado y Eduardo Orozco, quienes recitan versos a la reina. La selección musical incluye “Sentimiento nacional”, “En este país”, A quién no le va a gustar”, “Venezuela” y “Alma llanera”, mientras el público ondea pequeñas banderas patrias. Al final, una lluvia de globos translúcidos inunda el escenario.
Al finalizar el bloque del homenaje, se pasa a la entrega de las bandas especiales, donde los animadores presentan una novedad: por primera vez se entrega un premio al mejor diseño de traje de gala. El escogido es Gionni Straccia por su creación para Miss Monagas, Laksmi Rodríguez.
Entregada las bandas especiales, se pasa a la presentación de dúo puertorriqueño Wisin & Yandel. Finalizado lo programado se anuncia las 5 finalistas a Miss Monagas, Laksmi Rodríguez como Miss International; Miss Anzoátegui, María Milagros Véliz Pinto como Miss Venezuela Mundo; y la nueva soberana venezolana es Miss Trujillo, Stefanía Fernández como Miss Venezuela 2008.

## Resultados
| Resultado Final              | Candidata |
| ---------------------------- | --- |
| Miss Venezuela 2008          | - Trujillo - Stefanía Fernández |
| Miss Venezuela Mundo         | - Anzoátegui - María Milagros Véliz |
| Miss Venezuela Internacional | - Monagas - Laksmi Rodríguez |
| 1ª Finalista                 | - Sucre - Natasha Domínguez |
| 2ª Finalista                 | - Carabobo - Gabriela Concepción |
| Semifinalistas               | - Amazonas - Karina Rivero - Aragua - Ligia Hernández - Miranda - Viviana Ramos - Portuguesa - Verónica Arcay - Táchira - Jennipher Bortolas |

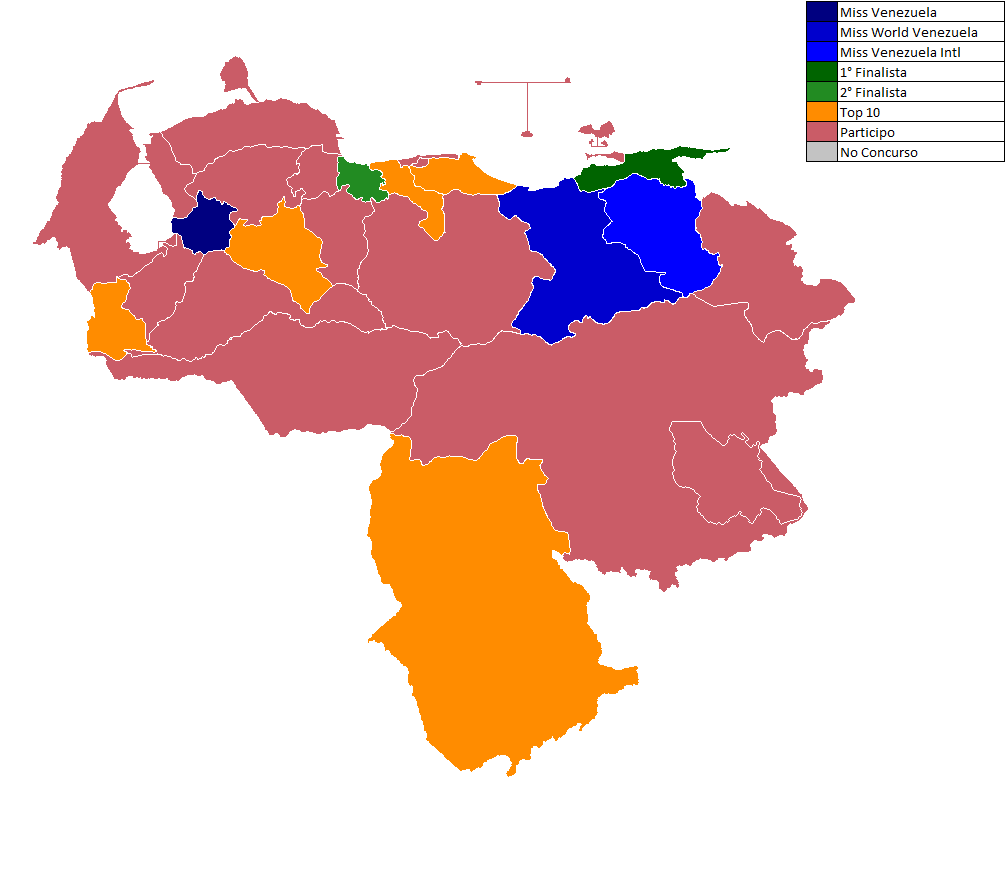
Miss Venezuela 2008

### Premiaciones especiales
Las siguientes bandas fueron entregadas en La Gala Belleza, realizado el 30 de agosto en el estudio 1 de Venevisión y Conducido por Viviana Gibelli, mientras otras se entregaron en el propio certamen del Miss Venezuela:
- Miss Fotogénica (electa por el Círculo de Reporteros Gráficos de Venezuela) - Natasha Domínguez (Miss Sucre)
- Miss Internet (seleccionada por los cibernautas a través de la página oficial de la Organización Miss Venezuela) - Dayana Borges (Miss Dependencias Federales)
- Miss Amistad - Adahisa Peña (Miss Apure)
- Miss Elegancia - Stefanía Fernández (Miss Trujillo)
- Mejor Rostro - Stefanía Fernández (Miss Trujillo)
- Miss Integral - Natasha Domínguez (Miss Sucre)
- Miss Personalidad - Verónica Arcay (Miss Portuguesa)
- Mejor Cuerpo - Stefanía Fernández (Miss Trujillo)
- Miss Silueta - Marielis Ontiveros (Miss Vargas)
- Miss Pasarela - Kenya Barreto (Miss Bolívar)
- Miss Sonrisa - Jennipher Bortolas (Miss Táchira)
- Miss Belleza - Natasha Domínguez (Miss Sucre)[15]

El evento contó con la partición musical de Mayré Martínez en el opening, Winston Vallenilla junto a la salsera Jessy, Los Cadillac's, Chino y Nacho, y Keyser (Tercer lugar de Generación S).

## Candidatas
| Estado                 | Candidata                               | Edad | Estatura (m) | Ciudad natal   |
| ---------------------- | --------------------------------------- | ---- | ------------ | -------------- |
| Amazonas               | Elia Karina Rivero Mólnar               | 22   | 1,76         | Valera         |
| Anzoátegui             | María Milagros Veliz Pinto              | 22   | 1,76         | Guacara        |
| Apure                  | Adahisa Peña Arteaga                    | 25   | 1,76         | Valencia       |
| Aragua                 | Ligia Elena Hernández Frías             | 23   | 1,77         | Punto Fijo     |
| Barinas                | Yoselis María (Yosy) Meléndez Medina    | 22   | 1,80         | Guatire        |
| Bolívar                | Kenyah Ayari Barreto González           | 19   | 1,74         | Guasipati      |
| Carabobo               | Gabriela Nidioska Concepción Guzmán     | 18   | 1,80         | Puerto Cabello |
| Cojedes                | Yorelys Gabriella Quintana Pozo         | 20   | 1,76         | San Cristóbal  |
| Delta Amacuro          | Nathaly Andreína Navas Pérez            | 21   | 1,73         | Caracas        |
| Dependencias Federales | Dayana Andreína Borges Mora             | 18   | 1,81         | Cagua          |
| Distrito Capital       | María Lourdes Caldera Méndez            | 24   | 1,72         | Caracas        |
| Falcón                 | Fanny Domingues Da Assuncao             | 19   | 1,85         | Caracas        |
| Guárico                | Hildaly Dellanira Domínguez Núñez       | 21   | 1,74         | Caracas        |
| Lara                   | Nusat del Valle Durán Pérez             | 20   | 1,77         | Tovar          |
| Mérida                 | Alejandra Suan Sánchez Guerrero         | 19   | 1,80         | Mérida         |
| Miranda                | Viviana Lisbeth Ramos Puma              | 18   | 1,72         | Guanare        |
| Monagas                | Laksmi Rodríguez de la Sierra Solórzano | 22   | 1,78         | San Cristóbal  |
| Nueva Esparta          | Natascha Alexandra Brandt Rodríguez     | 23   | 1,73         | Porlamar       |
| Península de Araya     | Charyl Marlyz Chacón Ramírez            | 23   | 1,75         | Maracay        |
| Península de Paraguaná | María Alessandra Villegas Azpúrua       | 21   | 1,74         | Caracas        |
| Portuguesa             | Verónica Susana Arcay Andrade           | 20   | 1,71         | Valencia       |
| Sucre                  | Natasha Alexandra Domínguez Boscán      | 18   | 1,73         | Caracas        |
| Táchira                | Jennipher Katherine Bortolas Vargas     | 17   | 1,75         | San Cristóbal  |
| Trujillo               | Stefanía Fernández Krupij               | 18   | 1,78         | Mérida         |
| Vargas                 | Marielis del Valle Ontiveros González   | 20   | 1,81         | Caracas        |
| Yaracuy                | Tiffany Denise Andrade Roche            | 19   | 1,78         | Caracas        |
| Zulia                  | Gabriela Alexandra Fernández Ocanto     | 22   | 1,74         | Maracaibo      |

## Jurado calificador
- Maria Patiño - periodista española y conductora de ¿Dónde estás corazón? de Antena 3
- Tobias Enrique Carrero - vicepresidente de Multinacional de Seguros
- Paola Ruggeri - Miss Venezuela 1983 y Miss Sudamérica 1983
- Carlos Croes - vicepresidente de Mercadeo de Multinacional de Seguros
- Luz Estela Ardila de Marin - esposa del Embajador de Colombia en Venezuela
- Alberto Ciurana - vicepresidente de Programación de Televisa México
- Elizabeth Kane de Veracasas
- Juan Montilla - director de Mercadeo de General Motors en Venezuela
- Ly Jonaitis - Miss Venezuela 2006 y actriz
- Raul González - animador del programa matutino "Despierta America" de Univision
- Veruska Ramírez - Miss Venezuela 1997
- Luis Ávila - presidente de los Leones del Caracas Béisbol Club
- Melissa Marty - Nuestra Belleza Latina 2008
- Dr. Carlos Lanz - nutricionista
- Ricardo Aldama - presidente de Rex Fabrics
- Melanie Nennig
- Pedro Quintana - director de Mercadeo de Farmatodo
- Magdalena Cardenas Reveron
- Jaime Fiestatz - director general de Barilight Latinoamérica
- Juan Carlos Fermin - director general de Delta Airlines para Latinoamérica y Caribe
- Maria Josefina Lovera
- Peter Romer Piereti - cirujano plástico
- Enrique Maduro - presidente de Rialdos Asociados
- Julian Pico - productor de "Nuestra Belleza Latina" de Univision
- Marina Sosa de Hoyer
- Federico Larino - escritor de los "Premios Latin Grammy"
- Jose Rafael Rivero - presidente de Latina Producciones

## Después del concurso
- Karina Rivero (Amazonas) había sido elegida para representar a Venezuela en Top Model of the World 2008, pero por razones desconocidas fue sustituida por Dayana Borges (Dependencias Federales), quien al final no asistió al concurso por la pérdida de la franquicia por parte de la Org. Miss Venezuela.
- María Milagros Véliz (Estado Anzoátegui) solo logró clasificar en el top 6 del "Miss World Sports" en el Miss Mundo 2009, donde no logró clasificarse en el grupo final de 16 semifinalistas. Actualmente es dueña de un spa en Caracas y a la par se desempeña como asesora de imagen.
- Gabriela Concepción (Carabobo) representó al país en dos concursos: "Top Model of the World 2010" donde resultó 1.ª. Finalista y Miss Continente Americano 2010 donde clasificó entre las 6 finalistas.
- Dayana Borges (Dependencias Federales) concursó en Chica HTV 2012, donde fue una de las finalistas y abrió su propia agencia de modelos en Maracay.
- Suán Sánchez (Mérida) posó para Playboy Venezuela pocos meses después del concurso.
- Viviana Ramos (Miranda) se inició como actriz, ha participado en algunas telenovelas y en la película La hora cero, donde interpretó a una Miss Venezuela que resultó ser lesbiana. Protagonizó el episodio "La Fraternidad" de la serie de unitarios venezolana Escándalos.
- Laksmi Rodríguez-De la Sierra (Monagas) fue semifinalista en Miss Internacional 2009 y en Miss Supranational 2010, donde fue ganadora por el continente americano.
- Natasha Brandt (Nueva Esparta) concursaría en Miss Alemania 2011, del cual se retiró por motivos de estudio.
- Charyl Chacón (Península de Araya) ha desarrollado una carrera como actriz de teatro y animadora de televisión, condujo el programa Mamma Mía en el desaparecido canal La Tele , también fue copresentadora del programa La Bomba de Televen , formó parte del magazine Lo Actual también de Televen y actualmente es presentadora del nuevo programa desde 2019 "Gente como uno" también de Televen. Apareció en un episodio, en la serie de unitarios venezolana Escándalos.
- María Alessandra Villegas (Península de Paraguaná) forma parte del personal de conductores del programa Un Nuevo Día de la cadena Telemundo, donde comparte créditos con su actual pareja y quien fue animador del Miss Venezuela, Daniel Sarcos.
- Natasha Domínguez (Sucre) representó al país en el Reinado Internacional del Café 2009 donde fue primera princesa (3.er. Lugar) y actualmente se está iniciando como actriz en telenovelas de la cadena Telemundo.
- Stefanía Fernández (Trujillo) ganó, contra todo pronóstico, el Miss Universo 2009, siendo la primera vez que un país ganaba el concurso de manera consecutiva. Luego de su reinado ha sido imagen de las cadenas de tienda Aliss y Tijerazo a escala internacional, así como también de Bimbo Venezuela. Fue imagen de la marca P&G y realizó cuñas publicitarias para la misma con las candidatas del Miss Venezuela 2013, Actualmente vive en Panamá donde tiene una agencia de Modelaje.
- Gabriela Fernández (Zulia) posó para Playboy Venezuela pocos meses después del concurso. Tras vincularsele con "El loco Barrera", un conocido narcotraficante colombiano, fue arrestada y se encuentra pagando condena en la ciudad de Caracas.

## Curiosidades
- En el concurso durante el evento se le rindió homenaje a Dayana Mendoza, Miss Venezuela 2007 y Miss Universo 2008.
- Entre los jurados se encontraban las ex-Miss Venezuela Paola Ruggeri, Veruska Ramírez y Ly Jonaitis.
- Miss Amazonas, Karina Rivero se desmayó momentos antes de la ronda de preguntas y respuestas.Y a Miss Trujillo también le dio un mareo detrás del escenario. Lo admitió en la rueda de prensa al día siguiente de su elección, en el Radisson Eurobuilding.
- Por primera vez se hizo entrega del premio al mejor diseñador, resultando como ganador, Gionni Straccia por el traje confeccionado a Miss Monagas, Laksmi Rodríguez de la Sierra.
- Después de 10 años, se retomó la entrega del título de Miss Amistad en la final del concurso (Anteriormente se entregaba en la Gala de la Belleza, bajo el título de Miss Simpatía), que recayó en Adahisa Peña, Miss Apure.